# Görmin
Görmin település Németországban, Mecklenburg-Elő-Pomeránia tartományban. Lakosainak száma 879 fő (2023. december 31.).

## Népesség
A település népességének változása:
| Lakosok száma | 890  | 870  | 891  | 900  | 879  |
|               | 2017 | 2019 | 2021 | 2022 | 2023 |